# Marcos Miers
Marcos David Miers (Asunción, 24 marzo 1990) è un calciatore paraguaiano, difensore del 12 de Junio.

## Caratteristiche tecniche
È un difensore centrale.

## Carriera
Cresciuto nel settore giovanile del Nacional, ha esordito fra i professionisti il 31 gennaio 2010 disputando l'incontro del División Profesional vinto 5-2 contro il Sol de América.